# Дон (рэпер)
Ким Хё Чжон (кор. 김효종, кит. 金曉鐘; род. 1 июня 1994 года, более известный как Дон; ранее E'Dawn) — южнокорейский рэпер и автор песен. Бывший участник мужской группы PENTAGON. Так же был в группе Triple H. Сольный дебют состоялся 5 ноября 2019 года с песней «Money».

## Карьера

### 2015—18: Начинания в карьере, дебют в Pentagon и уход из Cube
В 2015 году, ещё до дебюта в группе и будучи трейни, Дон участвовал в промоушене Хёны с синглом «Roll Deep». В начале 2016 года стал участником шоу «Pentagon — Создание» (англ. Pentagon Maker), из которого выбыл, но позднее всё равно был добавлен в финальный состав. Дебют коллектива состоялся 10 октября того же года. Весной 2017 года Дон был добавлен в группу Triple H, куда вошли его одногруппник Хви и Хёна, дебют состоялся 1 мая с мини-альбомом 199X.
1 августа 2018 года корейские СМИ начали распространять информацию о том, что Дон состоит в отношениях с Хёной, и на следующий день Cube выпустили официальное заявление, где опровергли слухи, заявив, что подобные заявления беспочвенны. 3 августа пара подтвердила, что встречается на протяжении двух лет, в тот же день состоялось их последнее выступление на Music Bank в рамках промоушена второго мини-альбома Triple H. В том же месяце стало известно, что Дон не примет участие в предстоящем промоушене Pentagon, однако будет числиться в кредитах нового альбома как автор текстов «Naughty Boy» и «Skateboard». 13 сентября было объявлено, что контракт Дона с Cube на стадии расторжения, и он официально покинул агентство 14 ноября.

### 2019—2021: Контракт с P-Nation, сольный дебют как Дон иDawndididawn
23 января 2019 года PSY объявил, что Дон и Хёна подписали контракт с его лейблом P-Nation. 5 ноября он выпустил дебютный цифровой сингл «Money».
29 апреля 2020 года он принял участие в альбоме OLD X NEW (Original Television Soundtrack) для вечернего электронного новостного шоу с песней «It's You».
9 октября 2020 года Дон выпустил первый мини-альбом Dawndididawn. Заглавный трек «Dawndididawn (던디리던)» был записан при участии Jessi.
29 января 2021 года был выпущен его второй совместный сингл с Хёной «Party, Feel, Love». Он также написал текст для ее сингла «I'm Not Cool».
3 марта он принял участие в новой песни Демиана «LOVE%».
9 сентября Дон и Хёна совместно выпустили свой дуэтный альбом  1+1=1.

## Личная жизнь
С мая 2016 года состоял в отношениях с певицей Хёной. 3 февраля 2022 года Дон и Хёна объявили о помолвке. 30 ноября 2022 года Хёна заявила, что они расстались, но обстоятельства неизвестны. Сам Дон попросил никого не обвинять.

## Дискография

### Мини-альбомы
- Dawndididawn (2020)

## Фильмография

### Телесериалы
| Год  |   | Русское название | Оригинальное название | Роль    |
| ---- | - | ---------------- | --------------------- | ------- |
| 2016 | с | Искра            | Spark                 | Декстер |

### Телевизионные шоу
| Год  | Название       | Телеканал | Примечания | Ссылка |
| ---- | -------------- | --------- | ---------- | ------ |
| 2016 | Pentagon Maker | Mnet-M2   | Участник   | [ 22 ] |